# Patrick Versluys
Patrick Versluys (Eeklo, 5 de septiembre de 1958) fue un ciclista belga, que fue profesional entre 1980 y 1988. En su palmarés destacan las victorias al Campeonato de Flandes y a la Nokere Koerse.

## Palmarés
1981
- Campeonato de Flandes
- Omloop van het Waasland

1983
- Flèche Hesbignonne

1984
- Circuito Mandel-Lys-Escaut

1985
- Gran Premio de Denain

1986
- Flecha costera

1988
- Nokere Koerse

## Resultados en Grandes Vueltas y Campeonatos del Mundo
Durante su carrera deportiva consiguió los siguientes puestos en las Grandes Vueltas y en los Campeonatos del Mundo en carretera:
| Carrera         | 1980 | 1981 | 1982 | 1983 | 1984 | 1985 | 1986 | 1987 | 1988 |
| --------------- | ---- | ---- | ---- | ---- | ---- | ---- | ---- | ---- | ---- |
| Giro de Italia  | -    | -    | -    | -    | -    | -    | -    | -    | -    |
| Tour de Francia | -    | -    | 94.º | -    | Ab.  | -    | -    | -    | -    |
| Vuelta a España | -    | -    | -    | -    | -    | -    | -    | -    | -    |
| Mundial en Ruta | -    | -    | -    | -    | -    | -    | -    | -    | -    |

Exp: expulsado por la organización

-: no participa 

Ab.: abandono